# JFK (film)
 For alternative betydninger, se JFK (flertydig). (Se også artikler, som begynder med JFK)
JFK er en amerikansk film fra 1991 instrueret, produceret og skrevet af Oliver Stone. Filmen undersøger omstændighederne for præsident John F. Kennedys død i 1963 og de mulige gerningsmænd (Mordet på JFK). Filmen bygger på anklageren Jim Garrisons bog On the Trail of the Assassins om dennes forsøg på at bevise, at der bagved drabet lå en sammensværgelse. I forbindelse med attentatet havde politiet arresteret Lee Harvey Oswald, som mentes at have affyret skuddene. Men inden denne kunne stilles for en domstol, blev han skudt og dræbt af natklubejeren Jack Ruby. Warrenkommissionen konkluderede senere, at de skader, Kennedy og Connaly havde pådraget sig, skyldtes kugler affyret af Oswald. En senere kommissionsundersøgelse foretaget af (HSCA) støttede denne konklusion, men tilføjede, at det var sandsynligt, at en gerningsmand mere var involveret og havde affyret et fjerde skud. Det var derfor muligt, at Kennedy var offer for en sammensværgelse. Filmen søger at afdække den mulige sammensværgelse.
JFK vandt to Oscars, en for bedste fotografering (Robert Richardson) og en for bedste klipning (Joe Hutshing og Pietro Scalia). Desuden var filmen nomineret til bedste film, bedste instruktør (Oliver Stone) og bedste mandlige birolle (Tommy Lee Jones), otte nomineringer i alt.

## Medvirkende
- Kevin Costner – offentlig anklager Jim Garrison
- Tommy Lee Jones – tiltalt Clay Shaw
- Joe Pesci
- Gary Oldman
- Kevin Bacon
- Jack Lemmon
- Walter Matthau
- Donald Sutherland
- John Candy
- James Woods

## Ekstern henvisninger
- JFK på Internet Movie Database (engelsk)
- JFK på Filmdatabasen
- JFK på Scope
- JFK i Svensk Filmdatabas (svensk)
- JFK på AlloCiné (fransk)
- JFK på MovieMeter (nederlandsk)
- JFK på AllMovie (engelsk)
- JFK hos American Film Institute (engelsk)
- JFKs profil hos Encyclopædia Britannica Online (engelsk)
- JFK på Turner Classic Movies (engelsk)